# Republiek Utrecht
De Republiek Utrecht (ookwel aangeduid als die Ou Republiek) was van 1852 tot 8 mei 1858 een onafhankelijke Boerenrepubliek in de tegenwoordige Zuid-Afrikaanse provincie KwaZoeloe-Natal. De republiek was vernoemd naar de stad Utrecht in Nederland.
De Republiek Utrecht hield op 8 mei 1858 op te bestaan toen zij opging in de Republiek Lydenburg.

## Geschiedenis

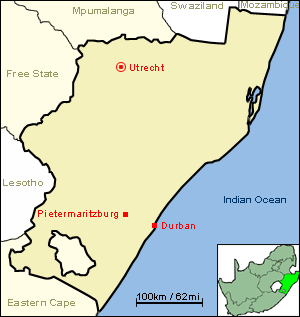
Ligging van Utrecht in Natal

In 1847 werd de Kliprivier Republiek door het Britse Rijk geannexeerd. De meeste blanke inwoners (Voortrekkers) besloten daarop te verhuizen naar de (latere) Vrijstaat en Transvaal, maar drie van hen – Andreas Theodorus Spies, Johannes Christiaan Klopper en Cornelis J. van Rooyen – kochten in 1852 voor 300 stuks vee land ten oosten van de Buffelsrivier van de Zoeloekoning Mpande. In de beginfase werd het gebied en de kolonisten aangeduid als de "Buffelsrivier maatschappij".
De voornoemde transactie kwam tot stand dankzij Van Rooyen, die de Zoeloe taal vloeiend sprak en een vriend was van koning Mpande. Voorafgaand aan de aankoop had Van Rooyen al toestemming gekregen om een deel van het land te gebruiken voor het begrazen van zijn dieren. Het overgrote deel van noorden van Natal was destijds onbewoond, sinds koning Shaka Zoeloe de oorspronkelijke Hlubi stam had verdreven. 
De Buffelsrivier maatschappij zocht toenadering tot de Zuid-Afrikaansche Republiek (ZAR), maar in een proclamatie op 27 december 1852 maakte Andries Pretorius bekend dat de ZAR de grondaankoop en onafhankelijkheid niet erkende. Dit mede op grond van de angst om de Britten tegen het zere been te stoten. Deze proclamatie werd herhaald in december 1853, in een brief geschreven aan Phillip Koch en andere inwoners in het gebied van de Buffelsrivier.

Op 8 september 1854 betaalden de kolonisten opnieuw 100 stuks vee voor de aankoop van het land. De reden daarvoor was dat de aankoop in 1852 mondeling was aangegaan en door sommige Boeren niet werd erkend. Door sommigen werd de aankoop zelfs bestempeld als landroof. Door de overeenkomst op schrift te stellen hoopten de kolonisten de kans op erkenning te vergroten. De koopbrief:
| Dumasoela 8 September 1854 Bij deze neemd ik de staad den vrijheid bij mijn outoriteit Panda Konig der Zoelas dat ik een deel van mijn gronde verhandelt heeft aan de ondergetekende Emigranten voor een honderd beesten het welke ik op datum deser als contant ontvangen heef te zegge degronde hier onder vermeld als een Eewig durende Eigendom der Emigranten: XXXXXXX (de merk betekent naam Panda) De lijn zal zijn alwaar bloet revier in buffel revier loop en langes bloet revier op verder langes de buitenste spruit (Lynspruit) op en onder de gebergtes langs alle open gronde die nu niet door Pandas kaffers bewoond is tot aan de ronde kop tusschen de twee spruiten van Pongola en tot vast aan de lijn der vrije republiek en alle in geslote gronde tot aan de Btitsche lijn. Als getuigen J. C. Klopper P. W. Jordaan C. J. van Rooyen J. G. Herbst A. T. Spies Aldus gedaan en bekragtig op Datum deser xxxxxx (De merk beteken de naam Mapasha). |

In de tussentijd richtten de kolonisten een systeem van zelfbestuur in. Eind 1854 waren al veel mensen in het gebied gevestigd zodat er een kerkelijke gemeente werd gevestigd. In 1855 werd besloten tot aanleg van een dorp dat de hoofdplaats zou worden van de republiek. Dit dorp kreeg in 1856 de naam Utrecht. Het gebied stond sindsdien bekend als de Republiek Utrecht.
De Republiek Utrecht heeft bestaan tot en met 8 mei 1858, toen zij zich aansloot bij de Republiek Lydenburg. Deze republiek sloot zich in 1860 op haar beurt aan bij ZAR. Utrecht bleef deel uitmaken van de ZAR tot het einde van de Tweede Boerenoorlog (31 mei 1902), toen de ZAR zich moest overgeven aan de Engelsen. Nadien werd een gebied waar Utrecht onder viel als oorlogsbuit toegevoegd aan de Kolonie van Natal.

## Bestuur
De Republiek Utrecht werd bestuurd door een landdrost. Dit ambt werd vervuld door:
- 1852 - 1855: A.T. Spies (1800 - 1889), die al de feitelijke leider was voor het uitroepen van de republiek.
- 1855 - februari 1856: J.C. Steyn
- Februari 1856 - 8 mei 1858: Andreas Theodorus Spies (tweede keer)

1. 1 2 3 4 5 6  (af) Buys, B.R.  (december 1961). Die voorgeskiedenis van die "Ou" of Utrechtse Republiek, 1840 - 1856. Historia  6 (4)
2. ↑  UTRECHT DISTRICT and the ANGLO-ZULU WAR, 1879 - South African Military History Society. samilitaryhistory.org. Geraadpleegd op 1 december 2024.